# Janatella hera
Janatella hera är en fjärilsart som beskrevs av Pieter Cramer 1782. Janatella hera ingår i släktet Janatella och familjen praktfjärilar. Inga underarter finns listade i Catalogue of Life.

## Bildgalleri

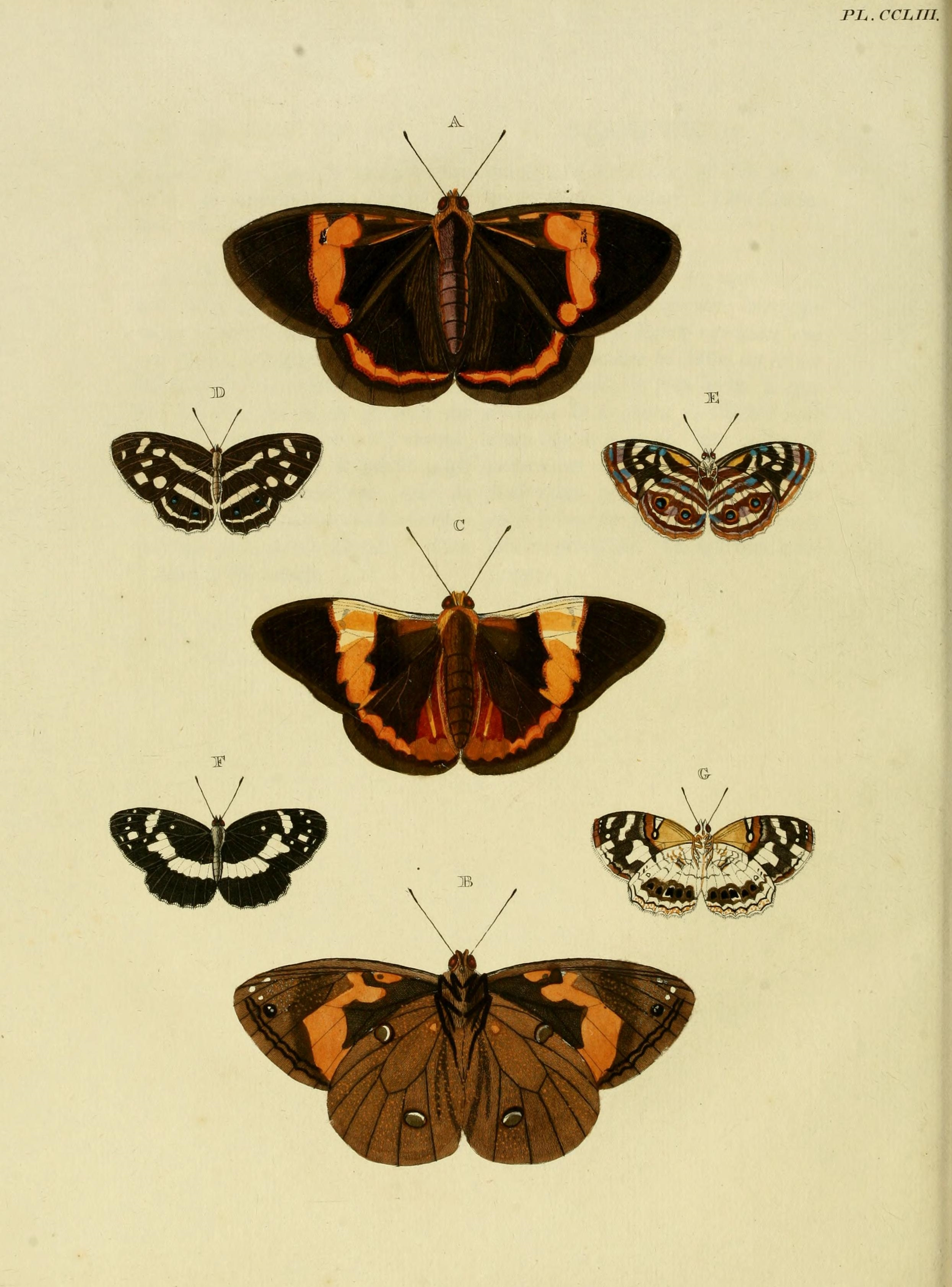
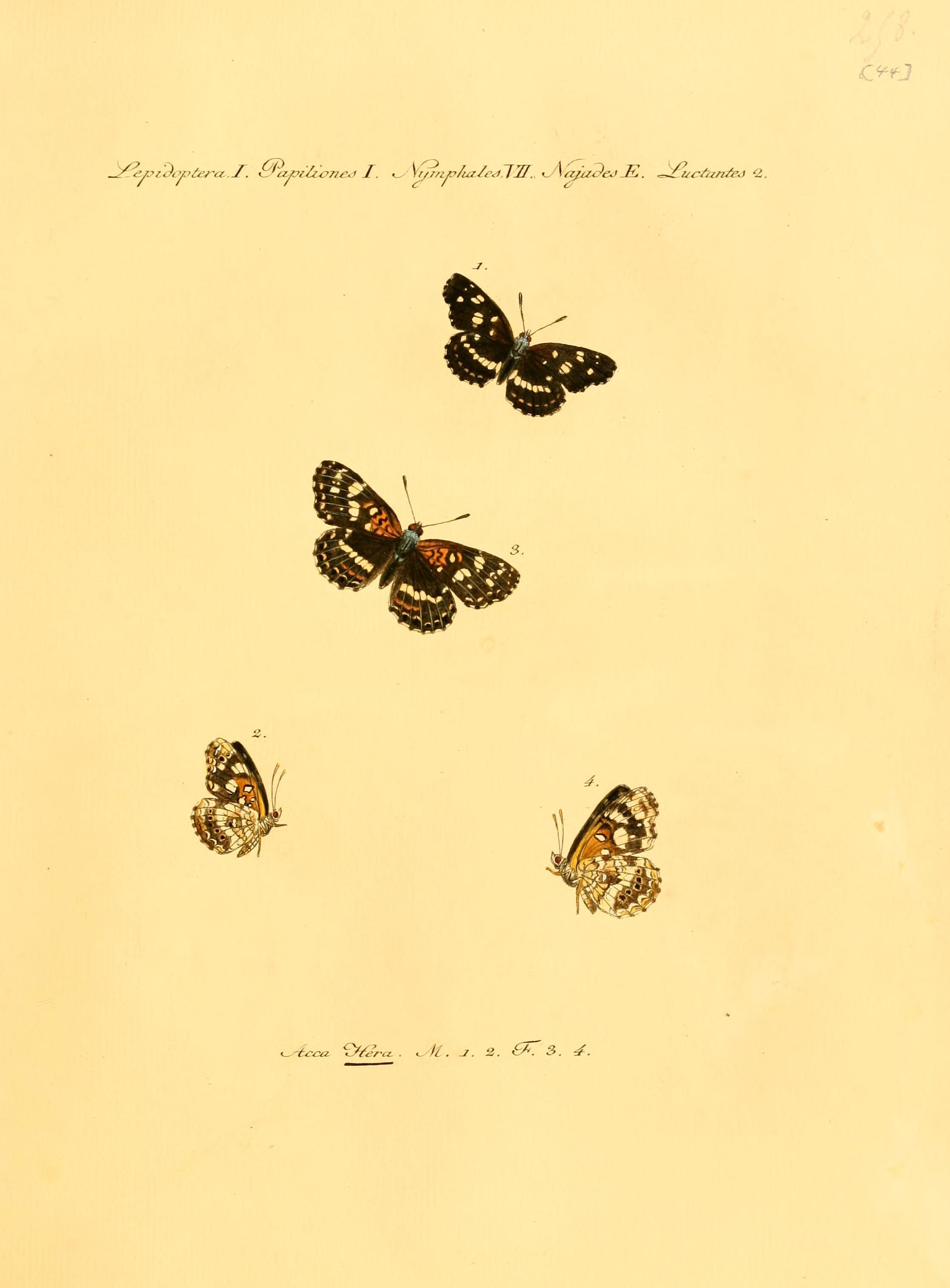